# Moosalp
Le Moosalp est un col des Alpes pennines en Suisse. Il se situe à 2 047 mètres d'altitude, dans le canton du Valais.
L'arrivée de la 6e étape du Tour de Suisse 2022 se fait au col, dont l'ascension depuis Stalden est classée hors catégorie. L'étape est remportée par l'Allemand Nico Denz, qui devance son groupe d'échappés au sprint.